# Reaction (singolo Rebbie Jackson)
Reaction è un brano musicale della cantante statunitense Rebbie Jackson estratto come singolo dall'album omonimo nel 1986.

## Successo commerciale
Il singolo raggiunse la posizione numero 15 della classifica dance di Billboard e la numero 16 della classifica rhythm and blues di Billboard.

## Tracce
singolo 12"
1. Reaction
2. Reaction (Extended Dance Mix)
3. Reaction (Radio Edit)
4. Reaction (Dub Version)

singolo 7"
1. Reaction (Radio Edit)
2. Reaction (Instrumental Version)

## Classifiche
| Classifica (1986)                         | Posizione |
| ----------------------------------------- | --------- |
| Classifica dance di Billboard (USA)       | 15        |
| Classifica black music di Billboard (USA) | 16        |